# 加蘇山神社
加蘇山神社（かそやまじんじゃ）は、栃木県鹿沼市上久我にある神社。
神護景雲元年（767年）に勝道上人が開山したと伝わる。磐炸命、根裂命、武甕槌男命の三柱の神を祀っている。

## 概要
石裂山に鎮座し、神護景雲元年（767年）に勝道上人が開山したと伝わる古社である。五穀豊穣、家内安全、火難消除、武勇の神として知られている。日本三代実録に、元慶二年（878年）下野国賀蘇山神に従五位下の位階を賜ると記載されていることを、関連があると主張している。
永承年間（1046 - 1053）には源頼義父子が奥州征伐の際、この社に参籠し平定祈願、出立し戦に挑んだところ大勝利をした。そのことに頼義親子が感銘し帰途の途中再訪し鎧、太刀を奉納した。また、皆川広照が深く信仰し太刀や神馬などを寄進したと伝わる。永禄年間に久我常真が 社領を横領した後、滅亡する際に兵火にかかり、古来より当社に伝わっていた神宝・古文書類は失われたという。当社の神職家である湯沢氏5家の中の出身者に内務大臣を務めた湯沢三千男がいる。
加蘇山神社を起点に石裂山から月山を通り加蘇山神社に戻る登山コースが整備されている。社務所の裏手を10分程進むと加蘇山神社の下ノ宮がある。下ノ宮の杉の巨木脇から石裂山の登山道に入り、時計回りに進むと、まず栃木県の天然記念物「千本桂」があり、その先に中ノ宮がある。さらに中ノ宮から奥ノ宮までに「行者返しの岩」と呼ばれる難所がある。
石裂山はNHK大河ドラマ『義経』、『猫侍』や映画、ドラマの撮影地また、標高が低いながら本格的な登山を楽しめる山としても知られるようになってきている。ただし、滑落事故も多発しており、石裂山最長の鎖場である「行者返しの岩」などの難所もある。

## 祭神
祭神は次の3柱。
- 磐裂命（いわさくのみこと）
- 根裂命（ねさくのみこと）
- 武甕槌男命（たけみかづちのおのみこと）

### 神階
|878年||従五位下

## 境内
境内坪数64万4754坪、周囲3里に及ぶ。境内には県の天然記念物　千本桂や杉の古木が数本あり、昭和30年には前日光自然公園の指定を受けている。

### 摂社

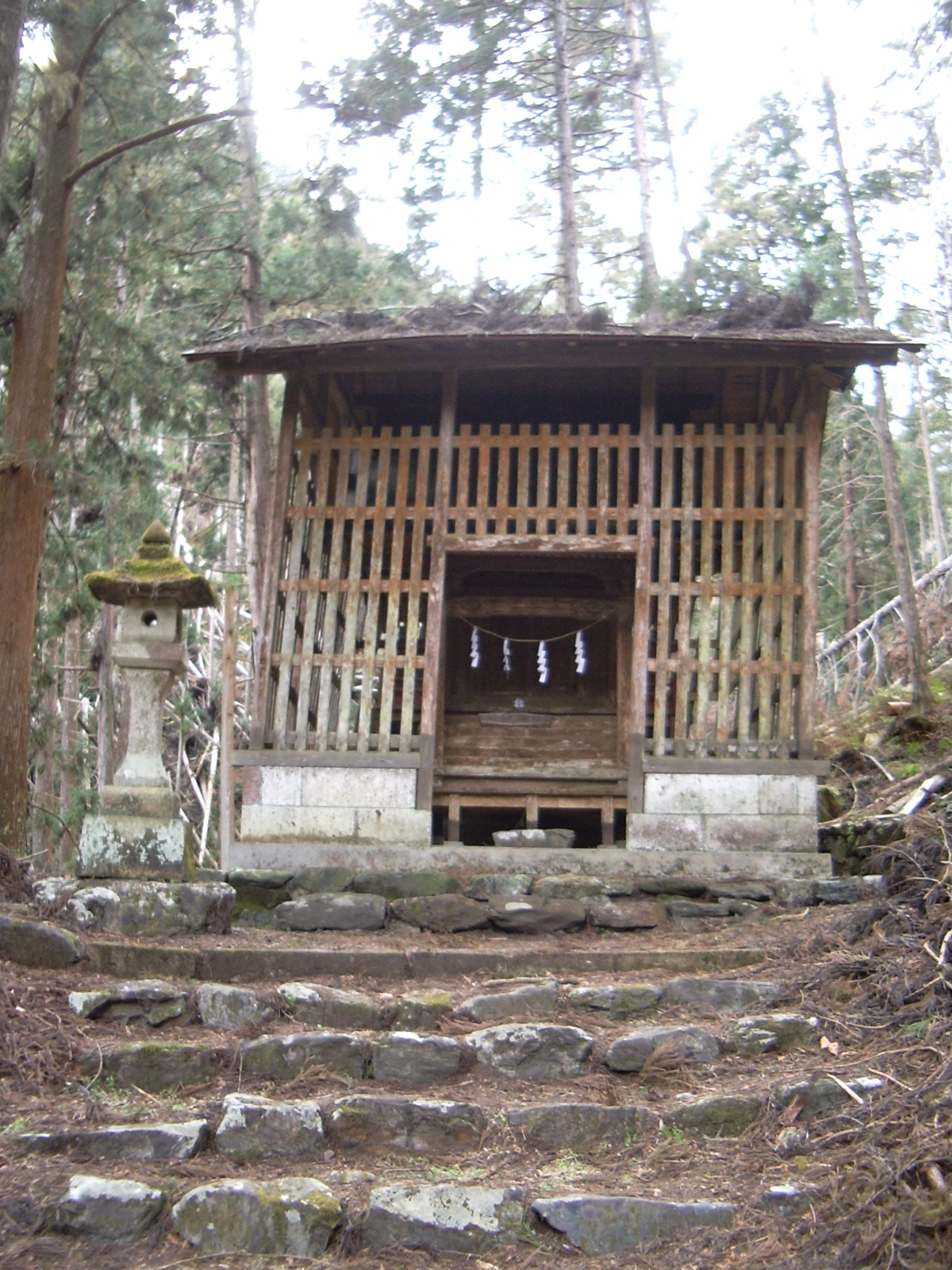
境内摂社

### 末社

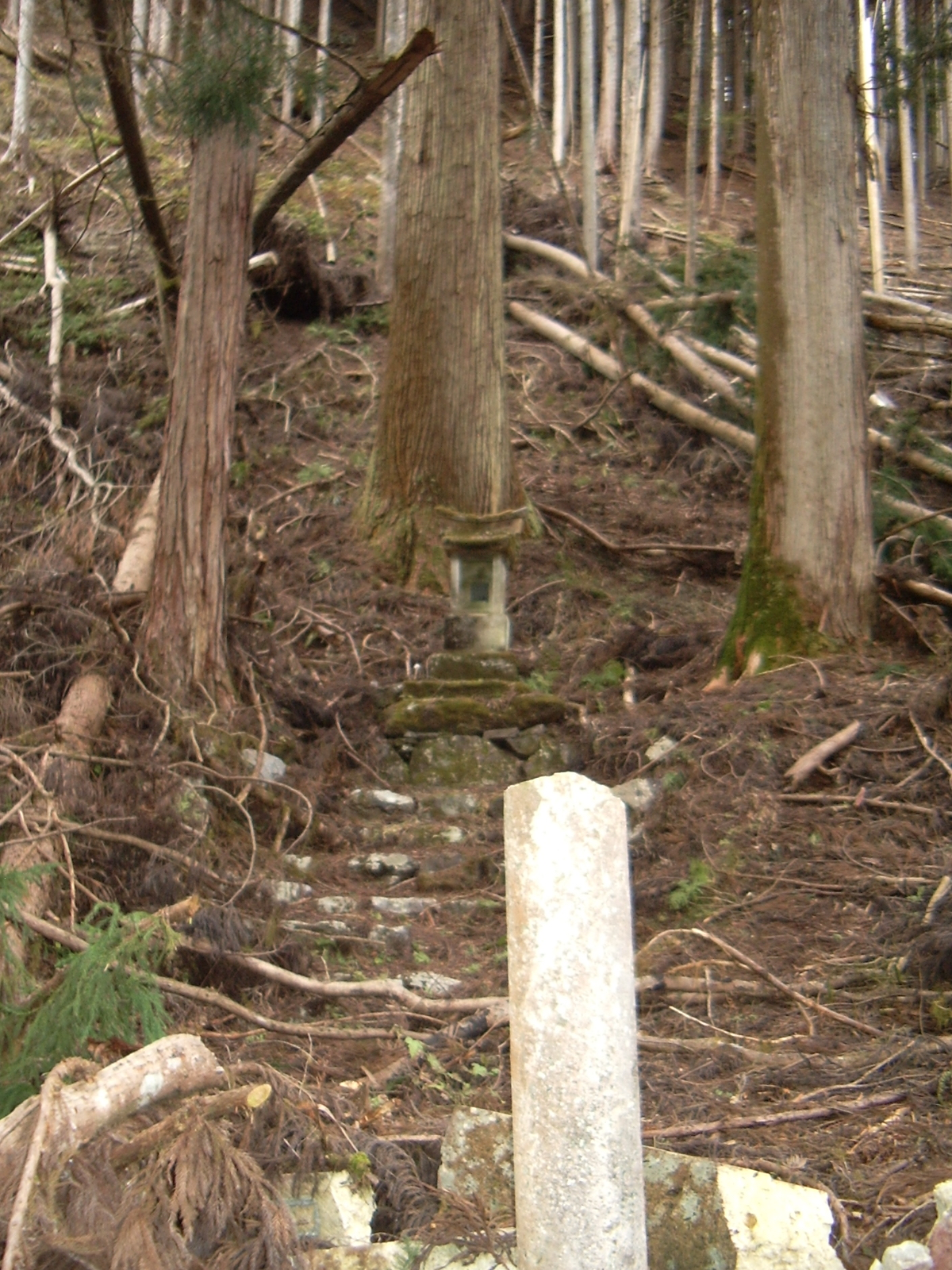
境内の祠

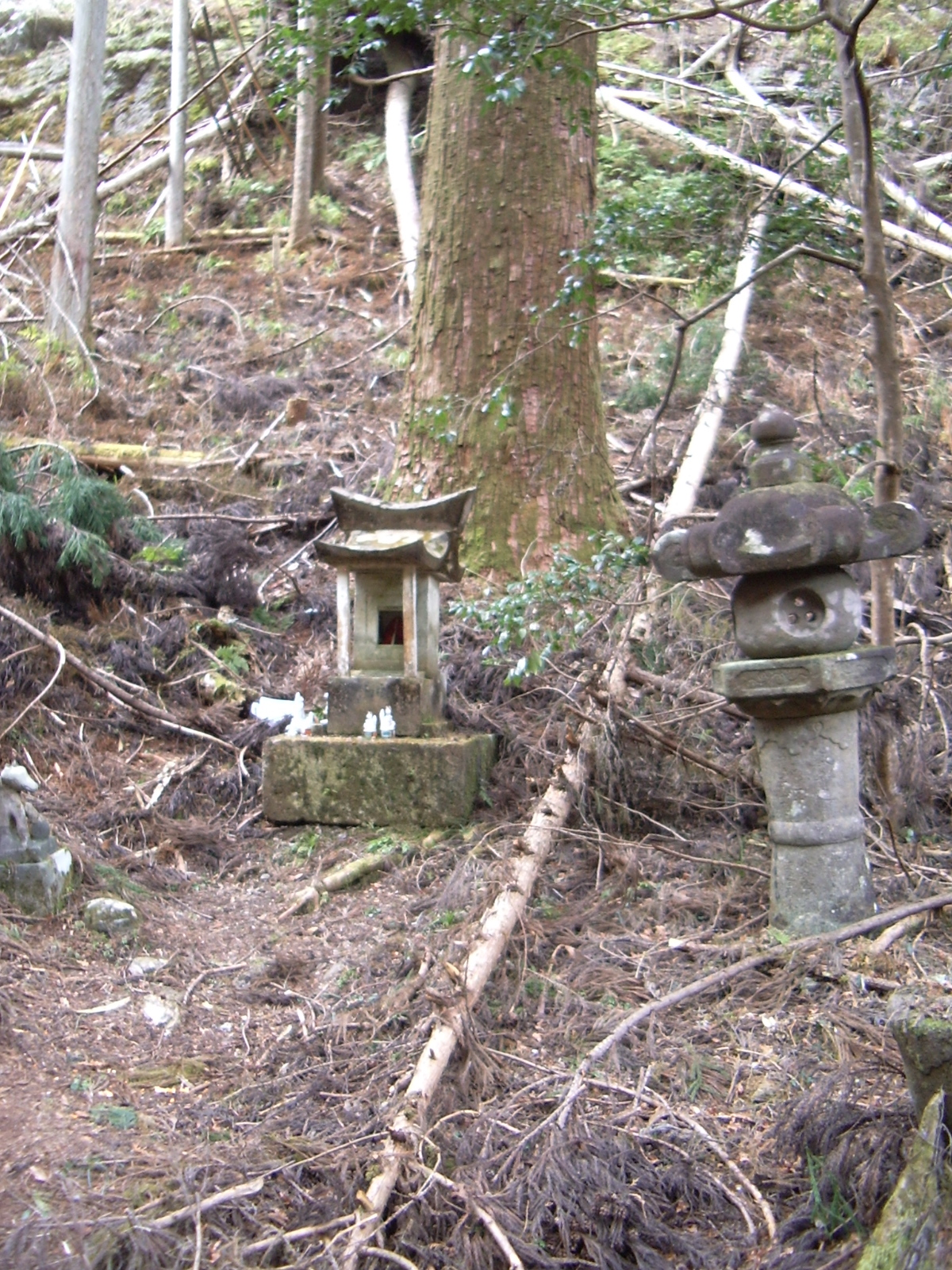
境内の祠

## 文化財

### 栃木県指定文化財
- 天然記念物
  - 縁結びの千本桂 - 県指定（昭和32年8月30日）

### 鹿沼市指定文化財
- 天然記念物
  - 加蘇山神社の杉 - 市指定（昭和59年2月14日）

### 栃木県指定自然公園
- 前日光県立自然公園 - 県指定（昭和30年）

## 現地情報

### 所在地
- 栃木県鹿沼市上久我3880
- 電話： 社務所 0289-65-8068
- 電話：            0289-65-8627

### 交通アクセス

#### 鉄道
- 最寄駅はJR東日本日光線鹿沼駅、最寄りのバス停「上久我石裂」行きは1日2本あり所要時間は約50分。

#### 車
- 東北自動車道鹿沼インターチェンジから、国道121号を鹿沼市街地方面へ約10分、市街地から県道14号、240号を西へ約30分。